# Andrej Grmovšek
Andrej Grmovšek, slovenski alpinist, * 15. julij 1973.
Zaposlen je na Zavodu RS za varstvo narave, OE Maribor. S plezanjem pričel leta 1990. Andrej je kategoriziran športnik pri OKS mednarodnega razreda. Z alpinizmom se ukvarja tudi žena Tanja Grmovšek.

## Pomembnejši vzponi in odprave

#### 2004
- Francoska smer (Couzyeva), Zahodna Cina, 8b, 500m, prosto, vse v vodstvu
- Les ailes du desir, 7c, 300 m in American route 7c, 300m, Aiguille du Fou,  povezovalni vzpon, prosto, prvo smer na pogled
- Big wall speed climbing, Paklenica, 1. mesto moški, Andrej Grmovšek –Marko Lukić
- Smer Norcev, Šite, 8a, 350m, 2.prosta ponovitev
- Skotonata Galaktika, Cima Scotoni, 7b+, 450m, na pogled

#### 2003
- odprava Ljudska republika Kitajska – Sečuan
- Don't fly away, Tan Shan, 4952 m, VIII/VIII+ obv., 540m, prvenstvena smer, 1. pristop na vrh gore
- Dalai Lama, Putala Shan, 5428 m, VIII-, 1300m, prvenstvena smer, 1. pristop na vrh gore
- Divine Providence, Grand Piller d' Angle –Mont Blanc, 7c, 900m + 600m, 2. prosta ponovitev, na pogled
- Akut, Cima Oveste, 8a, 550m, 1.prosta ponovitev v enem dnevu
- Das Phantom der Zinne, Cima Grande, 7c+, 550m, 1. prosta ponovitev v enem dnevu
- Specchio di Sarah, Marmolada, 7c, 500m, prosta ponovitev, na flesh

#### 2002
- odprava ZDA - Mehika
- La Conjura de los Necios, El Gigante, Mehika, 7c+ (7b+), 1000 m, 1. ponovitev, na pogled
- Moonlight buttres, Zion, 5.12.a, A0, 300 m
- Gelbe Mauer, Mala Cina, 7b, 300m, na pogled
- Veccia Aldo Nobile, Picolisima, 7c+, 200 m, na flesh
- Tofana: Good by, 7b, 300 m N.P. in Da pozzo vecchina pazzo, 7a+, A0, 300 m, v enem dnevu
- American Direct, Petit Dru, 6c, 1300 m, na pogled, v 1. dnevu
- Orttovalante, Torre Brunico, 7a+, 400 m, na pogled
- Riba, Marmolada, 7b+, 1200 m, prosto, v 1. dnevu
- športno plezanje: 7c+ na pogled

#### 2001
- odprava Peru
- Rute '85, La Esfinge, 5325m, Peru, 7a, 800 m, na pogled
- Meche taq inti, La Esfinge, 7b, 800 m, prvenstvena smer
- Cruz del sur, La esfinge, 7c+ (7b), 800 m, 1. ponovitev, prosto
- Skuta, frestayler, 7a, 250 m, na pogled

#### 2000
- odprava Norveška
- Shangri la, Hornaksla, Norveška, VIII-, 320 m, na pogled
- Sydpilaren, Mongejura, Norveška, VII, 1150 m, na pogled
- Kjerag, Norveška, Hoka hey, VIII-/VIII, 800 m (od 950 m), na pogled

#### 1999
- odprava ZDA - Mehika
- Zvezdica zaspanka, Golarjeva peč, IX -, 220m, prvenstvena smer pozimi + prosta ponovitev
- Alan fjord, Anića kuk, 7b+, 300 m, na pogled
- Buba mara, Anića kuk, 7c / c+, 350 m, prosto
- Švicarska, Zahodna cina, 7b, 450m, na pogled
- Salathe Free-Rider, El Capitan, 5.11d Ao, 95 % prosto, 1100 m
- Pan-America Route, El Trono Blanco, Mehika, 5.11 Ao, 400 m
- El Sendero Luminoso, El Toro, Mehika, 5.12d, na pogled, 550 m
- Time for Livin', Outrige wall, Mehika, 5.13 -, prosto, 150 m
- športno plezanje: 8b / b+ z rdečo piko in 7c+ na pogled

#### 1998
- odprava Madagaskar
- Tintenstrich, Rotewand, IX, 300 m, 1.prosta ponovitev, pozimi
- Nebeški zvonovi, Golajeva peč, VIII+/IX-,1×Ao, 200 m (pozimi)
- Črna burja, Osp, 7c, 150 m, na pogled
- Mali princ, Golarjeva peč, VIII+, 200 m, na pogled
- Rumeni strah, Anića kuk, IX -, 300m, prosto
- Water world, Anića kuk, IX -, 350 m prosto
- Obraz sfinge, Triglav, IX / IX+, 200m, prosto
- Das ist nicht kar tako, Šite, IX -, 450m, prosto
- Gondwanaland, Tsaranoro, Madagaskar, 7b+, 800 m, prosto
- Salama vazaha, Donde, Madagaskar, 7b+, 450 m, prvenstvena smer čez še nepreplezano steno
- športno plezanje : 8b z rdečo piko in 7c na pogled

#### 1997
- odprava ZDA
- Welcome, Anića kuk, 7b+, 350 m, prosto
- Superdiretisima, Velika Cina. VIII+, Ao, 550 m, prosto, 2×Ao
- Rostrum, Yosemite, 5.11c, 300 m, na pogled
- Regular route, Half dome,5.11 A2, 650 m
- Monkey fingers, Zion, 5.12, 300 m, na pogled

#### 1995
- Amonit, Kogel, VIII , 250 m, na pogled
- Bergantova, Triglav, VIII+ / IX-, 400 m prosto
- Hasse-Brandler, Velika Cina, VIII+, 550 m, na pogled
- Goba, Osp, IX, 150 m, na pogled
- športno plezanje : 8a+ in 7b+ N.P.

#### 1994
- športno plezanje : 8a z rdečo piko

#### 1993
- odprava ZDA
- Astroman, Washington C., 5.11.c, 400 m, prosto
- The Nose, El Capitan, 5.11 A2, 1100 m